# Primula runcinata
Primula runcinata är en viveväxtart som beskrevs av C.M. Hu. Primula runcinata ingår i släktet vivor, och familjen viveväxter. Inga underarter finns listade i Catalogue of Life.